# Palacio de Zaafarana
El palacio Za'afarana (Palacio Azafrán) es un antiguo palacio real situada en El Cairo, Egipto, cerca del distrito de Abbasyia en la carretera de Khalifa Maamoun. Ahora forma parte del campus principal de la Universidad Ain Shams.
El palacio consiste en tres pisos y fue diseñado por Moghri Bey Sa'ad, un arquitecto egipcio educado en Francia. Fue construido durante el régimen del jedive Ismail (1830-1895).
El palacio debe su nombre al área que lo rodea, que era famoso por sus plantaciones de azafrán (en árabe "zaafaran"). Fue utilizado para alojar las oficinas de administración de la Universidad egipcia cuándo ésta fue establecida en 1925. Fue utilizado por el Ministerio de Asuntos Exteriores como una casa de huéspedes para acomodar a visitantes importantes. El palacio también fue testigo de la firma del Anglo-Tratado egipcio de 1936 y la fundación de la Liga árabe en marzo de 1945. 
Finalmente en 1952, se convirtió en la sede administrativa de la Universidad Ain Shams.

## Imágenes

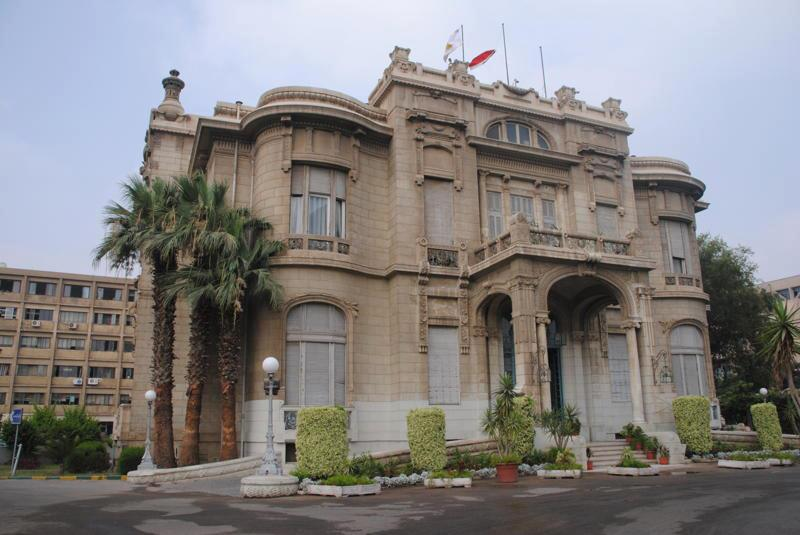
Palacio Za'afarana.